# Pteris blumeana
Pteris blumeana är en kantbräkenväxtart som beskrevs av Agardh. Pteris blumeana ingår i släktet Pteris och familjen Pteridaceae. Inga underarter finns listade.